# Зніт алсинолистий
Зніт алсинолистий, або зніт мокричниколистий (Epilobium alsinifolium) — вид трав'янистих рослин родини онагрові (Onagraceae), поширений в арктичних, субальпійських і альпійських областях Європи. Етимологія: лат. folius — «листя», лат. alsinifolium — листя як у рослин роду Alsine.

## Опис
Це багаторічні трав'янисті рослини, 10–25(45) см заввишки. Рослини відносно міцні, з підземними пагонами, які розвиваються восени і покриті м'ясистими жовтуватими лускатими листочками. Стебла голі, часто червонуваті, 1–1.5(3) мм у діаметрі, прості або рідко розгалужені, з 2(4) запушеними листовими лініями. Листки протилежні, тільки горішні чергуються. Стеблові листки товстуваті, яйцевидо-еліптичні, 10–35 мм довжини, слабовиїмчасто-зубчасті, на коротких (2–4 мм довжини) черешках. Суцвіття містить від двох до п'яти квіток. Бутони яйцевиді, коротко загострені. Квіти воронкоподібні, від 7 до 12 мм у діаметрі. Чашолистків чотири, в основному, 4–5 мм завдовжки. Пелюсток чотири, бузкові або рожеві, 8–15 мм завдовжки, з 5–6 поздовжніми червоними жилками. Плоди — капсули довжиною в два або три сантиметри, містять багато насіння. Гладке темно-коричневе насіння має довжину від 1.3 до 1.8 мм.
Період цвітіння з червня по вересень. Запилення відбувається метеликами й мухами, або шляхом самозапилення.

## Поширення
Європа, від Карпат до Сьєрра-Невада, Норвегії й Ісландії. За межами Європи, наявне тільки на західному узбережжі Ґренландії. Зростає на місцях, багатих поживними речовинами і перегноєм, на глинястому ґрунті в арктичних, субальпійських і альпійських областях.
В Україні зростає на вологих луках, болотах, берегах високогірних річок у субальпійському поясі — в Карпатах, зрідка. Входить до списку рослин, які потребують охорони на території Закарпатської області.

## Галерея

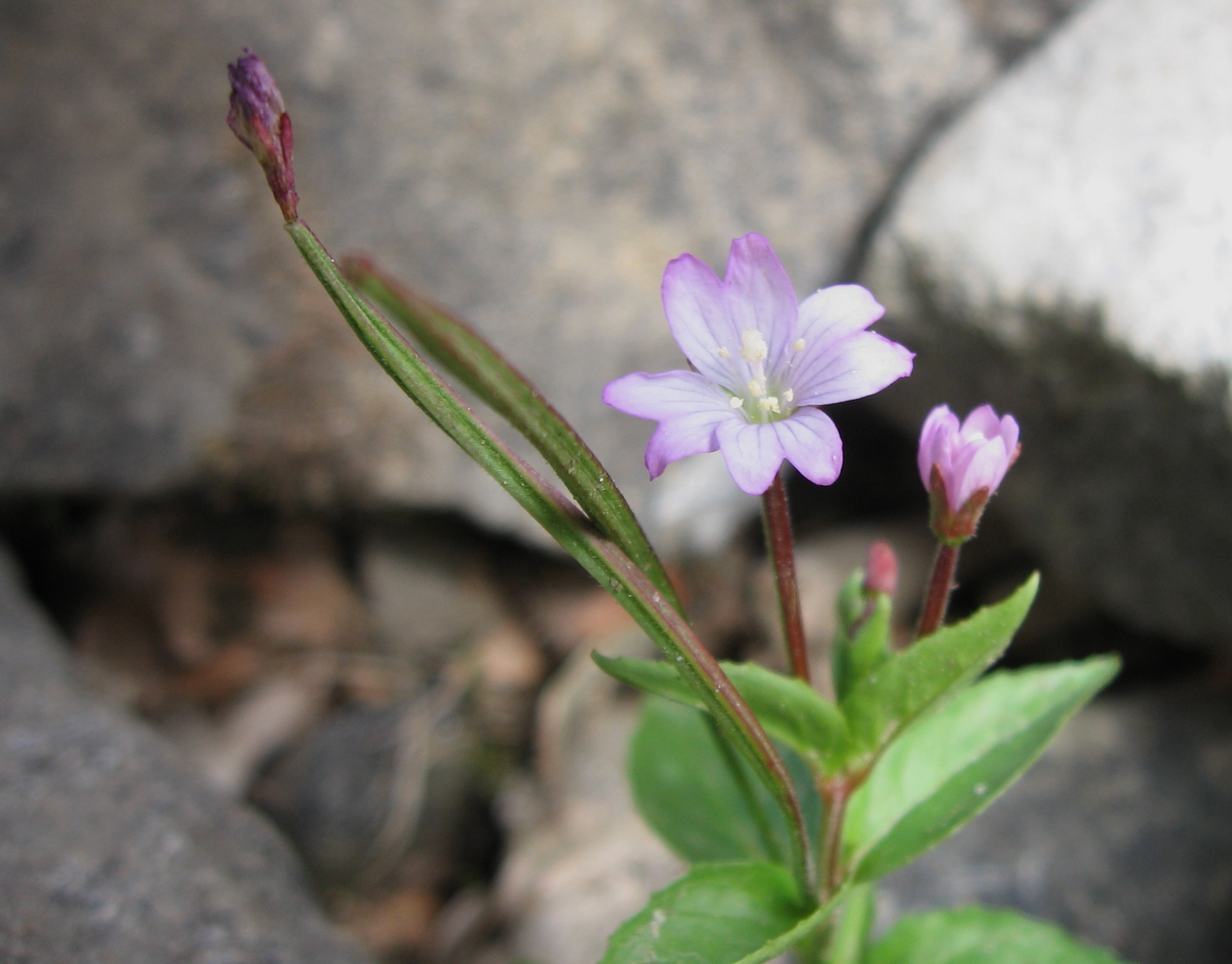
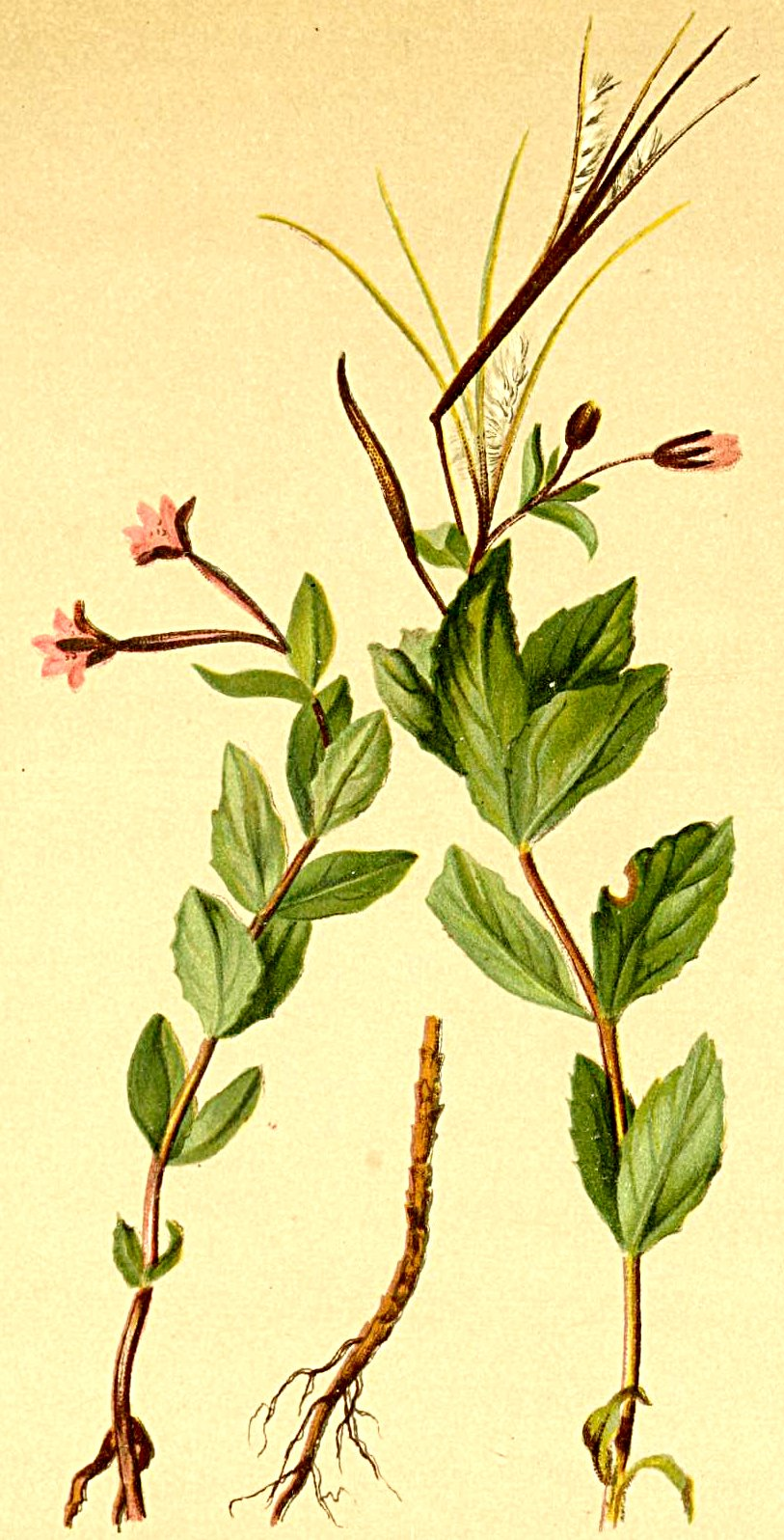